# Pınarkaya
Pınarkaya (früher Şıhlar) ist ein Dorf im Landkreis Sarıkaya der türkischen Provinz Yozgat. Pınarkaya liegt etwa 113 km östlich der Provinzhauptstadt Yozgat und 76 km nordöstlich von Sarıkaya. Pınarkaya hatte laut der letzten Volkszählung 100 Einwohner (Stand Ende Dezember 2010). Die Bevölkerung besteht hauptsächlich aus Osseten und Tscherkessen.